# ピチューとピカチュウ
『ピチューとピカチュウ』は、2000年に『劇場版ポケットモンスター 結晶塔の帝王 ENTEI』と共に上映された『ポケットモンスター』の短編映画である。ビデオ版ではテレビアニメポケットモンスター『リングマでドッキリ！！』が同時収録されている。

## 概要
前々作『ピカチュウのなつやすみ』の特徴を引継ぎポケモン達が主役として描かれており、サトシ達の顔は映っていない。またストーリーの関係上、ピカチュウ以外のサトシたちのポケモンの出番も少なめである。本作の舞台である大都会・ミレニアムタウンは、ANA機内上映作品『ピカチュウのキラキラだいそうさく』にも登場し、ミレニアムタウンに住むポケモンたちが多少登場する。
本作の主題歌とナレーションを担当した酒井法子が2009年に覚醒剤取締法違反で逮捕されて以降は、テレビでの放送、インターネットメディアでの公式動画配信、DVD・Blu-ray Disc等のソフト再販が行われず、酒井の芸能活動再開・刑期（執行猶予）満了後もこれといった動きは特に見られずこの状況が続いており、事実上の封印作品となっている。また他の声優・タレント・歌手を起用しての再吹き替え・主題歌リテイク版も制作されていない。

## あらすじ
大都会へとやって来たサトシ一行。ピカチュウはサトシとの約束の時間まで屋上庭園へ遊びに行き、ひょんなことから知り合ったピチュー兄弟と都会の町を走り回る。

## キャスト
- ピカチュウ - 大谷育江
- ピチュー（兄） - 冬馬由美
- ピチュー（弟） - こおろぎさとみ
- ニャース - 犬山犬子
- コダック - 愛河里花子
- カビゴン - 小形満
- チコリータ - かないみか
- フシギダネ - 林原めぐみ
- イワーク - 石塚運昇
- ヒトデマン - 三木眞一郎
- ワニノコ - 西村ちなみ
- デルビル - 龍田直樹
- カポエラー - 中村大樹
- ブビィ、ハネッコ - ゆきじ
- キマワリ - 小桜エツ子
- ツボツボ - 坂口候一
- コラッタ - 小西克幸
- ナゾノクサ - 辻香織、ゆきじ
- オオタチ - 柚木涼香
- サトシ - 松本梨香
- カスミ - 飯塚雅弓
- タケシ - 上田祐司
- ナレーター - 酒井法子

## スタッフ
- 原案 - 田尻智
- アニメーション監修 - 小田部羊一
- エグゼクティブプロデューサー - 久保雅一、川口孝司
- アニメーションプロデューサー - 奧野敏聡、神田修吉
- プロデューサー - 吉川兆二、松迫由香子、盛武源
- アシスタントプロデューサー - 福田剛士
- キャラクター原案 - 杉森建、藤原基史、森本茂樹、吉田宏信、太田敏、西田敦子、斉藤むねお、吉川玲奈
- キャラクターデザイン - 一石小百合、松原徳弘
- 作画監督 - 玉川明洋
- 美術監督 - 小林七郎
- 色彩設計 - 吉野記通
- 撮影監督 - 白井久男
- 音楽 - たなかひろかず、島健
- 音楽プロデューサー - たなかひろかず
- 音響監督 - 三間雅文
- 音響プロデューサー - 南沢道義、西名武
- 制作 - 小学館プロダクション
- アニメーション協力 - スタジオコクピット
- アニメーション制作 - OLM
- 監督 - 湯山邦彦
- 製作 - 河井常吉、富山幹太郎、坂本健、宮川鑛一、福田年秀、八木正男、ピカチュウプロジェクト2000

## 主題歌
オープニングテーマ「ピチュピカ♪スウィング」
作詞 - 戸田昭吾、作曲 - たなかひろかず、編曲 - たなかひろかず&ブラックボトムブラスバンド、歌 - ネオ★ポケッツ（ピカチュウレコード）
エンディングテーマ「ともだち記念日」
作詞 - 戸田昭吾、作曲 - たなかひろかず、編曲 - 島健、歌 - 酒井法子&竹中直人（ピカチュウレコード）

## 受賞歴
- 第18回ゴールデングロス賞最優秀金賞[1]